# اسکی روی چمن

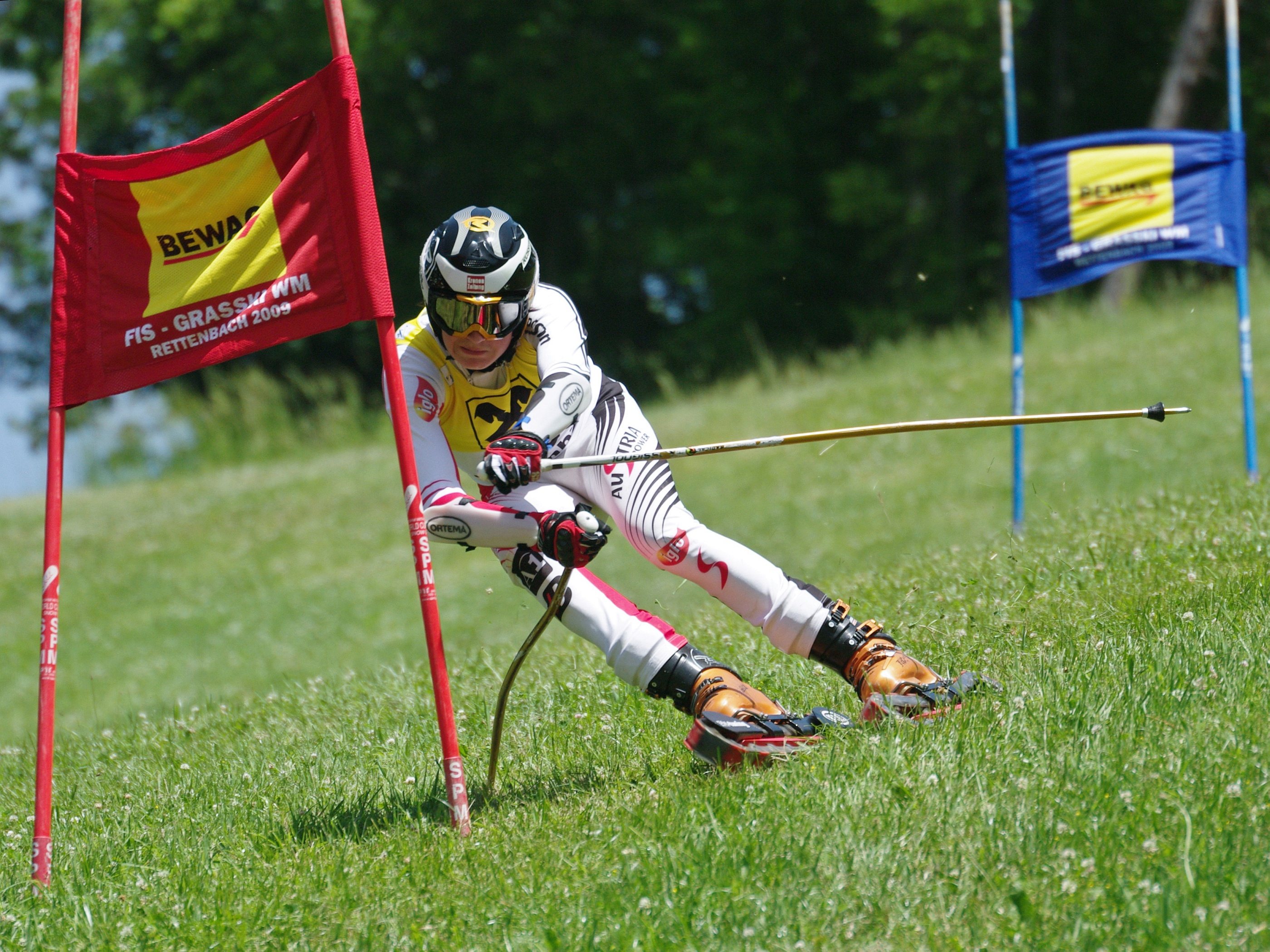
هانس آنگرر اسکی باز چمن اتریشی در مسابقات گراسکی اتریش ۲۰۱۰ در رتنباخ.

اسکی روی چمن (به انگلیسی: Grass skiing) در سال ۱۹۶۶ در فرانسه به عنوان روشی برای آموزش اسکی آلپاین شروع شد. این ورزش از نظر ظاهری شبیه اسکی روی برف است ولی از نظر تکنیکی با آن متفاوت است. چمن مخصوص این اسکی باید عاری از هرگونه سنگ و عوارض باشد تا آسیبی به ورزشکار نرسد. اسکی روی چمن رشته‌ای پرتحرک بوده و وسایل مربوط به خود را نیاز دارد. چوب‌های اسکی این رشته متفاوت از دیگر رشته‌های اسکی است و شبیه به چرخ‌های تانک است.
در کنار جذابیت‌های این ورزش، آسیب‌های این ورزش بسیار جدی است و همین هم این رشته را متفاوت از دیگر رشته‌ها و البته جذاب تر نموده‌است. در اسکی برف زمین‌خوردن دردناک است اما به این دلیل که فرد بر روی زمین لیز می‌خورد از آسیب دیدگی کاسته می‌شود و همچنین از لباس‌های حجیم استفاده می‌شود از شدت ضربه مقداری کم می‌شود. اما در اسکی چمن به این دلیل که زمین‌خوردن اکثراً با لیز خوردن همراه نیست شدت ضربه بیشتر شده و چون از لباس‌های سبک استفاده می‌شود درصد آسیب افزایش پیدا می‌کند.
به همین علت در اسکی چمن علاوه بر کلاه ایمنی (هلمت) از ساعد بند و زانو بند و گارد کمر هم استفاده می‌کنند.

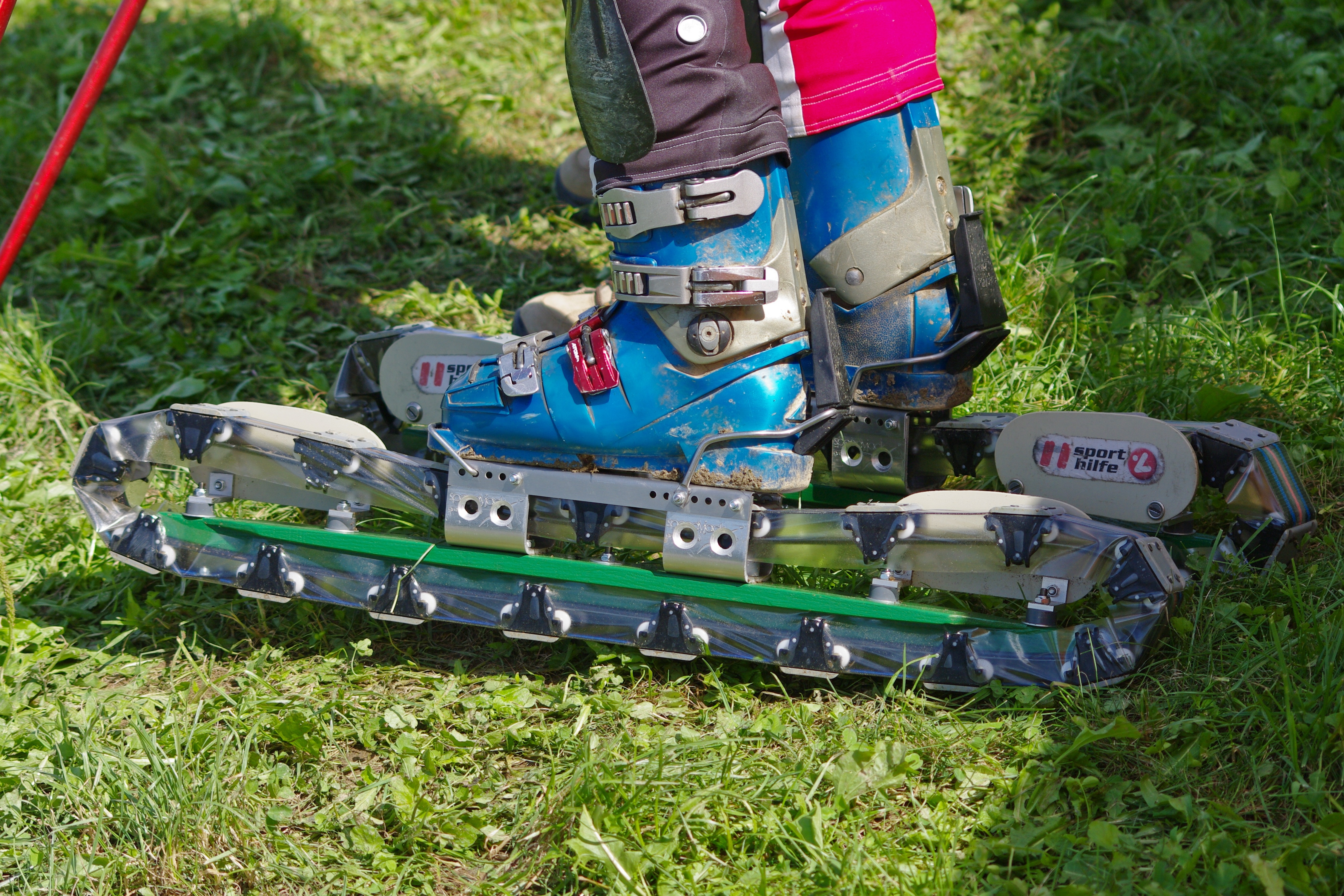
اسکی چمن

## تاریخچه اسکی چمن در ایران
راه اندازی اسکی روی چمن در ایران از ۱۳۷۰ که نخستین گروه از علاقه‌مندان این رشته جهت شرکت در یک کلاس مربیگری به کشور ترکیه اعزام شده بودند، آغاز شده و در سال ۱۳۷۲ کلنگ پیست اسکی چمن در ایران و در منطقه اسکی دیزین زده شد و تلاش یکساله دست‌اندرکاران سبب گردید تا در سال ۱۳۷۳ این پیست مورد بهره‌برداری قرار گیرد.
پس از تأیید فدراسیون بین الملی اسکی در سال ۱۳۷۵ نخستین مسابقه بین الملی در این پیست با چند کشور صاحب نام این رشته برپا شد.
اسکی بازان ایران در رشته اسکی روی چمن موفقیت‌های زیادی را کسب کرده‌اند که از جمله آنها کسب چندین مدال در رقابتهای جام جهانی، رقابتهای قهرمانی جهان و رقابتهای بین‌المللی است.